# Alexei Ananenko
Alexei Mijáylovich Ananenko (en ruso Алексе́й Миха́йлович Ана́ненко: Intá, 13 de octubre de 1959) es un ingeniero mecánico y liquidador ucraniano, mundialmente famoso por integrar voluntariamente el Escuadrón Suicida que drenó las piscinas de la central nuclear de Chernóbil en 1986, gracias a esto se evitó un desastre mayor.

## Biografía
Se jubiló en 2018, y desde entonces vive en las afueras de Kiev.

## Escuadrón Suicida
El accidente de Chernóbil provocó un incendio que fue extinguido por los bomberos, evitando que la amenaza se propagara a los otros reactores de la planta. Pero el agua vertida se acumuló bajo el reactor altamente radiactivo, creando un efecto horno que generó la amenaza de una segunda explosión, esta vez térmica, aún más devastadora que la anterior. Para evitarla, Valeri Legásov ordenó drenar las piscinas de supresión de vapor debajo del edificio del reactor cuatro.
La misión suicida (de ahí el nombre), consistía en enviar a buzos familiarizados con el diseño del edificio al sótano inundado con 19.000 toneladas de agua, recorrer las cámaras radioactivas del cuarto reactor, encontrar dos válvulas de cierre en la oscuridad, y abrirlas para drenar el agua.
Ananenko tenía 26 años y era la única persona que conocía la ubicación exacta de las válvulas de seguridad. Junto a él fueron elegidos el ingeniero Valery Bespalov y el supervisor de turno Boris Baranov. Vestidos con trajes de buceo, de ahí el nombre «los buzos de Chernóbil», y a pesar de sufrir una grave intoxicación por radiación nuclear, lograron cumplir la misión y evitar la explosión.
Su proeza fue rápidamente olvidada a raíz del desastre y los informes de los medios de comunicación afirmaban que los tres hombres murieron por envenenamiento por radiación poco después de la hazaña. La supervivencia de los tres hombres fue desconocida para la mayoría del mundo hasta los años 2000, cuando se dio a conocer gracias a internet.

### Legado
La URSS lo condecoró con la Orden de Honor y en 1997 fue entrevistado para el libro Voces de Chernóbil.
Fue galardonado con el Diploma Honorífico del Gabinete de Ministros de Ucrania en 2005 y con la Orden del Valor el 25 de abril de 2018.
Aparece en la aclamada miniserie estadounidense de 2019 Chernóbil, donde es interpretado por el finlandés Baltasar Breki Samper. Ese año fue condecorado como Héroe de Ucrania: «por el heroísmo y las acciones desinteresadas mostradas durante la liquidación del accidente en la planta de energía nuclear de Chernóbil».
En 2021, Chernóbil: la película, un largometraje ruso, retrató con detalles la hazaña del Escuadrón Suicida.